# Comisarul X și banda „Trei câini verzi”
Comisarul X și banda „Trei câini verzi” (titlul original: în germană Kommissar X – Drei grüne Hunde) este al patulea film din seria Comisarul X, film de comedie polițistă, realizat în 1967 de regizorii Rudolf Zehetgruber și Gianfranco Parolini, 
după romanul omonim al scriitorului Paul Alfred Müller, protagoniști fiind actorii Tony Kendall, Brad Harris, Olga Schoberová și Christa Linder.

## Rezumat
Căpitanul Tom Rowland îi predă lui Allan Hood două kilograme de LSD la Ambasada Americii din Istanbul. Aceasta urmează să fie transmisă săptămâna următoare de consulul american, trupelor NATO staționate în Turcia. Banda de „câini verzi” află despre predare și fură LSD-ul din seiful ambasadei, fratele lui Allan, George Hood, care întâmplător este acolo, este și el răpit și ulterior ucis.
Tom Rowland tocmai a predat zahăr pudră și a ascuns adevăratul LSD în camera lui de hotel. „Câinii verzi” îl atacă pe Tom Rowland și îi iau prietenii ostatici pentru a afla locația LSD-ului. Inspectorul X și germanul Almann urmăresc „câinii verzi” în valea celor o mie de dealuri, unde are loc o confruntare cu ei.

## Distribuție
- Tony Kendall – comisarul X
- Brad Harris – căpitan Tom Rowland
- Olga Schoberová – Leyla Kessler
- Christa Linder – Gisela
- Dietmar Schönherr – Allan Hood / George Hood
- Herbert Fux – Eddie Shapiro
- Sabine Sun – Joyce Sellers
- Rossella Bergamonti – Jenny Carter
- Emilio Carrer – inspectorul Rebat
- Carlo Tamberlani – consulul american
- Rolf Zehett – Almann
- Samson Burk – Khemal

## Lansare
Filmul Comisarul X și banda „Trei câini verzi” a avut premiera în Italia pe data de 23 martie 1967.
În România premiera filmului a avut loc la data de 2 iulie 1969 la cinematografele „Republica” și „Stadionul Dinamo” din capitală.